# I. Ernő szász–coburg–gothai herceg
Ernő Antal Károly Lajos szász–coburg–saalfeldi herceg (németül: Ernst Anton Karl Ludwig; Coburg, Szász–Coburg–Saalfeld, 1784. január 2. – Gotha, Szász–Coburg–Gotha, 1844. január 29.) a Wettin-ház Ernő-ágából származó szász herceg, III. Ernő néven Szász–Coburg–Saalfeld Hercegség utolsó uralkodója 1806 és 1826 között, majd I. Ernő szász–coburg–gothai herceg néven az újonnan alakult Szász–Coburg–Gotha első uralkodó hercege 1826-tól 1844-ben bekövetkezett haláláig. A Szász–Coburg–Gothai-ház megalapítója, amely családnevet fivérei is átvették. Ő volt Albert herceg, Viktória brit királynő férjének édesapja.

## Származása, ifjúsága
I. Ernő volt Ferenc szász–coburg–saalfeldi herceg és Auguszta reuss–ebersdorfi grófnő legidősebb fia és negyedik gyermeke, többek között Viktória szász–coburg–saalfeldi hercegnő és I. Lipót belga király bátyja.

## Élete
Személyesen jelen volt a bécsi kongresszuson, és megkapta a Lichtenbergi Fejedelemséget.

## Családja
1817. július 31-től felesége Lujza szász–gotha–altenburgi hercegnő (1800–1831), Ágost szász–gotha–altenburgi herceg (1772–1822) és Lujza Sarolta mecklenburg–schwerini hercegnő (1779–1801) egyetlen gyermeke. Két fiuk született:
- Ernő (1818–1893), 1844-től haláláig II. Ernő néven Szász–Coburg–Gotha második uralkodója;
- Albert (1819–1861), Viktória brit királynő férjeként 1840–1861 között a Prince Consort Nagy-Britannia és Írország Egyesült Királyságában.

1826. március 31-én elvált házasságtörő első feleségétől, majd 1832. december 23-án Coburgban elvette unokahúgát, Antonietta nővére lányát, Mária württembergi hercegnőt (1799–1860), gyermekük azonban nem született.